# Federica Cesarini
Federica Cesarini (født 2. august 1996) er en italiensk roer.
Hun repræsenterede Italien under sommer-OL 2020 i Tokyo, hvor hun tog guld i letvægtsdobbeltsculler.